# 隠公 (滕)
隠公（いんこう、? - 紀元前484年）は、春秋時代の滕の君主。姓は姫、諱は虞母。

## 生涯
紀元前491年8月、滕の頃公が死去すると、隠公が後を嗣いで滕公として即位した。紀元前484年7月辛酉、隠公は死去した。彼の死後に立った数代の滕公については、ほとんど何も分かっていない。